# Passermarke

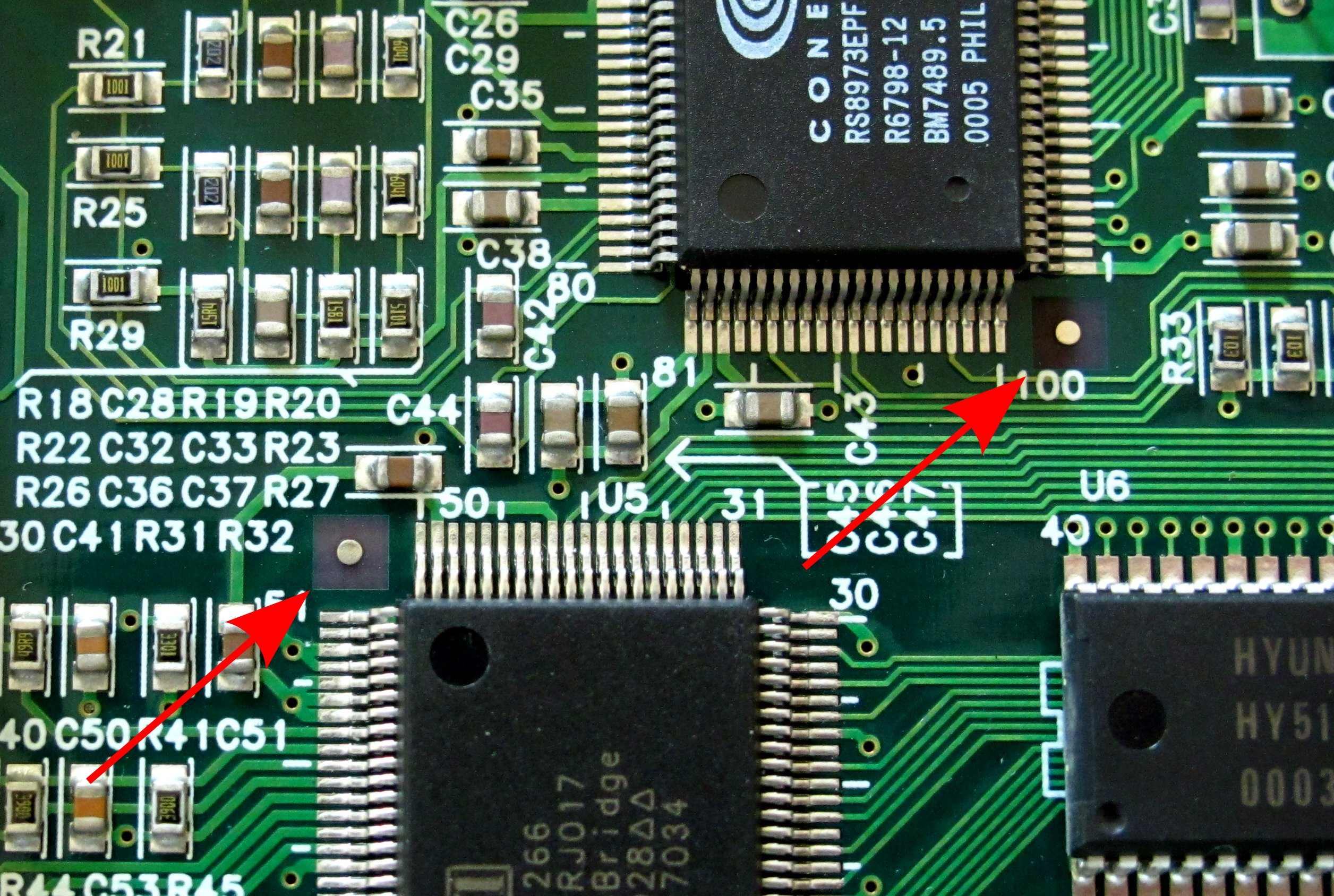
Zwei Passermarken auf einer Leiterplatte

Passermarken werden auf elektrischen Leiterplatten als optische Referenzpunkte für automatisierte Fertigungsverfahren verwendet. Das sind unter anderem das Bohren von Durchkontaktierungen, das Platzieren von elektronischen Bauelementen durch Bestückungsautomaten, die automatische optische Inspektion, das Nutzenfräsen oder das Lackieren mit Schutzlack.
Die Passermarken werden durch Kameras optisch erfasst und damit die Position des Werkzeugs relativ zur Leiterplatte bestimmt. Die Sollpositionen sind relativ zu den Passermarken angegeben. Durch die genaue Positionierung werden Lötfehler und elektrische Kurzschlüsse zwischen den Lötflächen (pads) vermieden. Passermarken dienen nur der Produktion, im Betrieb der Leiterplatte haben sie keine Funktion mehr. Manchmal werden Passermarken gleichzeitig als Testpunkt genutzt.
Je nach Anforderung werden eine oder mehrere Passermarken an dafür geeigneten Stellen auf der Oberfläche der Leiterplatte platziert. Bei hohen Genauigkeitsanforderungen, üblicherweise bei Toleranzen unter 0,08 mm, werden Passermarken in unmittelbarer Nähe zu den bestückten Bauelementen platziert und Positionen im Rahmen des Bestückvorgangs mehrfach ausgemessen, um Toleranzen im Bestückungsautomaten zu minimieren. Üblich ist das bei integrierten Schaltkreisen mit einigen 100 Anschlusspins und Gehäusebauformen wie Quad Flat No Leads Package (QFN) oder Ball Grid Array (BGA).

## Beschaffenheit

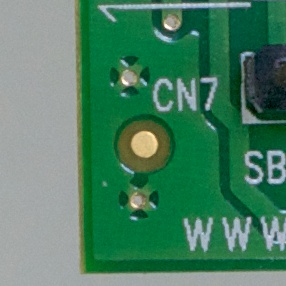
Eine runde Passermarke mit Goldüberzug

Zur guten Erkennbarkeit sollte eine Passermarke, die zunächst aus einer Scheibe aus Kupfer besteht, folgende weitere Eigenschaften haben:
- Durchmesser etwa ein Millimeter.
- Keinen Überzug mit Lötstopplack, denn der farbige Lötstopplack erschwert die optische Erfassung der Passermarke.
- Ein lackfreier Ring um die Kupferscheibe herum von ebenfalls mind. einem Millimeter Breite, um Spiegelungen durch die Lackoberfläche zu vermeiden.
- Kein Überdecken mit einem Schriftzug oder einem Logo (Bestückungsdruck) oder Abdeckung durch bestückte Bauelemente.

Der Durchmesser von einem Millimeter ist gängig. Gute Bilderkennungen kommen auch mit kleineren aus, die dann weniger Platinenfläche verbrauchen. Ältere Bestückungsautomaten brauchen ggf. etwas größere Marken. Bei Passermarken in Kreisform sollten wenigstens zwei Marken platziert werden. Statt Kreisen sind auch gekreuzte Linien üblich. Längere Linien erlauben auch ohne eine zweite Passermarke die genaue Orientierung der Leiterplatte. Bei geringen Genauigkeitsanforderungen können statt Passermarken auch andere, reguläre Lötflächen als optische Referenzpunkte verwendet werden.
Wird eine Platine auf beiden Seiten bestückt, was in zwei separaten Schritten erfolgt, sind Passermarken auf beiden Seiten hilfreich. Die Anordnung der Marken auf den beiden Seiten kann unabhängig voneinander erfolgen.